# Acronicta elegans
Acronicta elegans är en fjärilsart som beskrevs av Lucas 1954. Acronicta elegans ingår i släktet Acronicta och familjen nattflyn. Inga underarter finns listade i Catalogue of Life.